# Intratec TEC-DC9

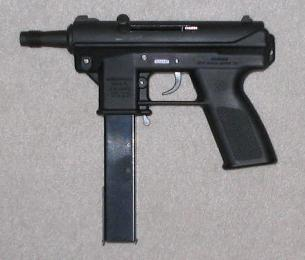
Intratec TEC-DC9

Intratec TEC-DC9 är ett halvautomatiskt handeldvapen.
Intratec TEC-DC9 var ett av de vapen som användes av Dylan Klebold vid Columbinemassakern den 20 april 1999.